# (9737) Дударова
(9737) Дударова (лат. Dudarova) — типичный астероид главного пояса, открыт 29 сентября 1986 года советским астрономом Людмилой Карачкиной в Крымской астрофизической обсерватории и 2 апреля 1999 года назван в честь советского и российского дирижёра и педагога Вероники Дударовой.

## Обнаружение и именование
(9737) Дударова
Открыт 29 сентября 1986 года в Крымской астрофизической обсерватории Л. Г. Карачкиной.
Назван в честь единственной женщины-дирижёра в России, народной артистки СССР (1977) и лауреата Государственной премии РСФСР (1980) Вероники Борисовны Дударовой (р. 1916). С 1960 по 1989 год была художественным руководителем и главным дирижёром Московского государственного симфонического оркестра, а с 1991 года — художественным руководителем и главным дирижёром оркестра Вероники Дударовой. Новаторские интерпретации таких крупных музыкальных форм, как симфонии и оратории с хором, определили её вклад в русское искусство. Название предложено Г. В. Свиридовым и С. П. Капицей и поддержано первооткрывателем.
Оригинальный текст (англ.)9737 Dudarova
Discovered 1986 Sept. 29 by L. G. Karachkina at the Crimean Astrophysical Observatory.
Named in honor of Veronica Borisovna Dudarova (b. 1916), the only woman conductor in Russia. She is a People's Artist of the U.S.S.R. (1977) and the state prize laureate of Russia (1980). She was artistic director and principal conductor of the Moscow State Symphony Orchestra from 1960 to 1989 and has been artistic director and principal conductor of the Veronica Dudarova Orchestra since 1991. Her innovative interpretations of such large musical forms as symphonies and oratorios with choruses has defined her contribution to Russian art. Name suggested by G. V. Sviridov and S. P. Kapitza and supported by the discoverer.
Источники: 19990402/MPCPages.arc; M.P.C. 34355.

## Орбита

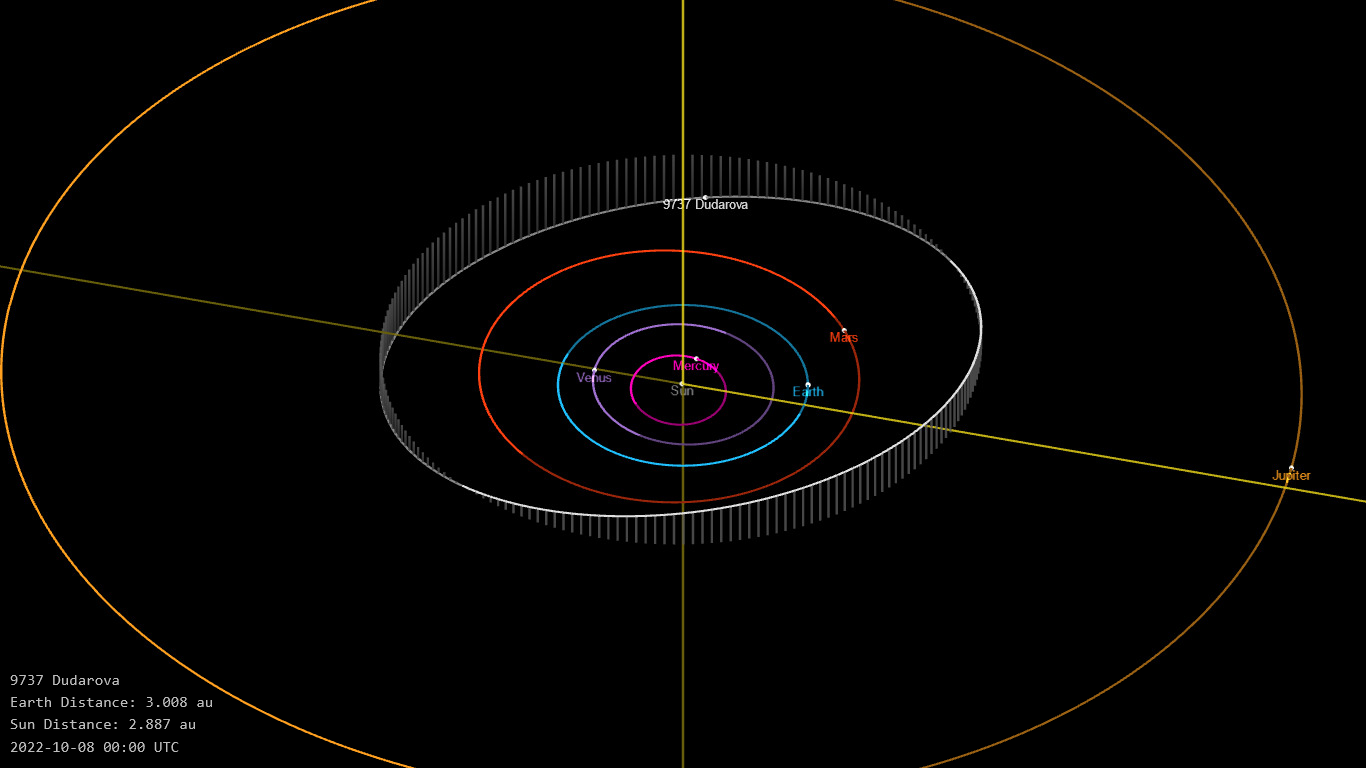
Орбита астероида Дударова и его положение в Солнечной системе

## Физические характеристики
Астероид относится к таксономическому классу S.
По результатам наблюдений в видимом и ближнем инфракрасном диапазоне космического телескопа NEOWISE диаметр астероида оценивался равным 8,53±2,75 км. Согласно тому же источнику альбедо оценивается как 0,100±0,075.